# James St. Clair-Erskine, 2. Earl of Rosslyn

Wappen des James St. Clair-Erskine, 2. Earl of Rosslyn (ab 1805)

James St. Clair-Erskine, 2. Earl of Rosslyn GCB PC (geborener Erskine, * 6. Februar 1762; † 18. Januar 1837), war ein schottisch-britischer Adliger, General und Politiker.

## Leben
Er war der ältere Sohn des Lieutenant-General Sir Henry Erskine, 5. Baronet, aus dessen Ehe mit Janet Wedderburn. Er war noch minderjährig, als er beim Tod seines Vaters im Jahre 1765 dessen Adelstitel als 6. Baronet, of Alva, erbte.
Er besuchte die Royal High School in Edinburgh und das Eton College. Anschließend trat er als Cornet der 1st Horse Guards in die British Army ein. 1778 wurde er Lieutenant der 2nd Dragoons und 1780 Captain der 19th Light Dragoons. 1792 wurde er zum Adjutant des Lord Lieutenant of Ireland ernannt und 1783 zum Major der 8th Light Dragoons befördert. 1792 wurde er Adjutant für König Georg III. und Lieutenant-Colonel der 12th Light Dragoons. Er nahm 1793 als General-Adjutant am Korsika-Feldzug teil. 1795 wurde er zum Colonel, 1796 in Portugal zum Brigadier-General und 1798 zum Major-General befördert. Von 1798 bis 1799 war er Oberbefehlshaber der britischen Truppen am Mittelmeer. Er wurde Colonel der Sussex Fencible Cavalry sowie 1801 Colonel der 9th Light Dragoons. 1805 zum Lieutenant-General befördert, nahm er 1807 am Dänemark-Feldzug und 1809 an der Walcheren-Expedition teil. 1814 wurde er zum General befördert.
Parallel zu seiner Militärlaufbahn war er von 1781 bis 1784 als Whig-Abgeordneter für Castle Rising in Norfolk, von 1784 bis 1796 für Morpeth in Northumberland und von 1796 bis 1805 für Dysart Burghs in Fifeshire Mitglied des britischen House of Commons.
Als Generalerbe seiner Großmutter väterlicherseits, Catherine St. Clair, Tochter des Henry St. Clair, 10. Lord Sinclair, ergänzte er mit königlicher Lizenz am 9. Juni 1789 seinen Familiennamen zu „St. Clair-Erskine“.
Aufgrund einer besonderen Erbregelung erbte er beim kinderlosen Tod seines Onkels mütterlicherseits, Alexander Wedderburn, 1. Earl of Rosslyn, am 3. Januar 1805 dessen britische Adelstitel als 2. Earl of Rosslyn und 2. Baron Loughborough. Er erhielt dadurch einen Sitz im britischen House of Lords und schied aus dem House of Commons aus.
1820 wurde er als Knight Grand Cross des Order of the Bath ausgezeichnet. Von 1828 bis 1837 amtierte er als Lord Lieutenant von Fifeshire. 1829 wurde er ins Privy Council aufgenommen. Von 1829 bis 1830 hatte er das Amt des Lord Privy Seal, von 1834 bis 1835 das des Lord President of the Council und von November bis Dezember 1834 kurzzeitig auch das Amt eines Lord of the Treasury inne.
Als er 1837 starb, erbte sein ältester überlebender Sohn James seine Adelstitel.

## Ehe und Nachkommen
1790 heiratete er Harriet Elizabeth Bouverie († 1810), Enkelin des Jacob des Bouverie, 1. Viscount Folkestone. Mit ihr hatte er eine Tochter und drei Söhne:
- Lady Janet St. Clair-Erskine († 1880) ⚭ Bethell Walrond, 8. Marqués de Vallado;
- Henry Alexander St. Clair-Erskine (* 1792; † jung);
- James St. Clair-Erskine, 3. Earl of Rosslyn (1802–1866), General der British Army, ⚭ Frances Wemyss;
- Hon. Henry Francis St. Clair-Erskine (1804–1829).